# Pave Donus
Donus (død 11. april 678) var pave fra 2. november 676 til sin død i 678. Han var søn af en romer ved navn Mauricius. Der vides ikke meget andet om denne pave. Han er begravet i Peterskirken. 